# کودکان هیروشیما
کودکان هیروشیما (انگلیسی: Children of Hiroshima) فیلمی در ژانر درام به کارگردانی کانتو شیندو است که در سال ۱۹۵۲ منتشر شد.

## بازیگران
- نوبوکو اوتاوا
- اوسامو تاکیزاوا
- هیدجی اوتاکی
- ماسائو شیمیزو
- تانیه کیتابایاشی
- ایجیرو تونو
- تایجی تونویاما
- جوکیچی اونو